# Marmessoidea rotundatogibbosa
Marmessoidea rotundatogibbosa är en insektsart som beskrevs av Ludwig Redtenbacher 1908. Marmessoidea rotundatogibbosa ingår i släktet Marmessoidea och familjen Diapheromeridae. Inga underarter finns listade i Catalogue of Life.